# ویلس کریک (اوهایو)
ویلس کریک (اوهایو) (به انگلیسی: Wills Creek (Ohio)) رودخانه‌ای است که در ایالات متحده آمریکا جریان دارد.